# Album des six
L'Album des Six è una raccolta di brani per pianoforte solo scritti dal Gruppo dei Sei, pubblicata dalle Editions de la Sirène di Jean Cocteau nel 1920. Si tratta della prima e unica raccolta composta collettivamente da questo cenacolo di artisti parigini. Tutti i brani sono stati composti nel 1919, ad eccezione di quello di Milhaud, che è del 1914.

## Brani
- Georges Auric, Prélude

Brano veloce in 2/4 (La maggiore), è dedicato alla figura caricaturale del Général Clapier, inventata da Jean Cocteau che imitava e impersonava il carattere di un generale decrepito e presuntuoso, una sorta di Miles Gloriosus. Terminato il 22 dicembre 1919
- Louis Durey, Romance sans paroles

Andante con moto in 3/8, il brano è dedicato a Ricardo Viñes, pianista di fama internazionale, amico dei Sei. Composto nell'agosto del 1919
- Arthur Honegger, Sarabande

Brevissimo andante in 3/8 (Re minore), senza dedica
- Darius Milhaud, Mazurka

Composta già nel 1914, è una mazurka avanguardista in tempo di 3/4—tuttavia, nelle edizioni a stampa, è riportato erroneamente il tempo di 4/4 in forma di C  (dalla locuzione latina Tempus Communis) 
- Francis Poulenc, Valse

Valzer in Do maggiore dedicato a Micheline Soulé (amica d'infanzia), scritto a Pont-sur-Seine nel luglio del 1919 durante la leva militare
- Germaine Tailleferre, Pastorale

Dedicata all'amico Darius Milhaud e scritta in un inusuale 5/8 (Re maggiore). Reca la data del 4 settembre 1919

## Catalogazione
L'album non ha ricevuto una catalogazione unitaria, ma ogni singolo brano è stato inserito nel catalogo del rispettivo compositore. Ad esempio, Valse di Poulenc ha il numero di catalogo FP17, la Sarabanda di Honegger H26.